# Punjabi's
De Punjabi's (Punjabi: پنجابی en/of ਪੰਜਾਬੀ) zijn een Indo-Arische etnolinguïstische groep die van oorsprong uit de regio Punjab in Zuid-Azië komen. Zij wonen met name in het noordelijke deel van het Indisch subcontinent, tegenwoordig verdeeld tussen Indiase en Pakistaanse Punjab. Ze spreken Punjabi, een taal uit de Indo-Arische taalfamilie. De naam Punjab betekent letterlijk "het land van vijf wateren", in het Perzisch: panj ("vijf") āb ("wateren"). De naam van de regio werd geïntroduceerd door de Turks-Perzische veroveraars van het Indiase subcontinent. De Punjabi's zijn qua bevolkingsaantal de zevende bevolkingsgroep ter wereld met ruim 125 miljoen personen. Naar moderne termen omvatten Punjabi's drie meest voorkomende subgroepen: Punjabi moslims, Punjabi sikhs en Punjabi hindoes.

## Geschiedenis
Historisch gezien waren de Punjabi's een heterogene groep en werden ze onderverdeeld in een aantal clans, genaamd biradari (wat letterlijk "broederschap" betekent) of stammen, waarbij elke persoon aan een clan was gebonden. Met het verstrijken van de tijd kwam aan deze tribale structuren een einde en werden ze vervangen door een meer samenhangende en holistische samenleving, waardoor gemeenschapsopbouw en groepscohesie de nieuwe pijlers van de Punjabi-samenleving vormden.

## Religie
In de oudheid en de middeleeuwen, voor de komst van de islam op het Indiase subcontinent, waren het hindoeïsme en het boeddhisme de overheersende religies in de regio Punjab. Na de islamitische verovering begonnen bekeringen tot de islam, waardoor er een gemengdere bevolkingssamenstelling ontstond, bestaande uit moslims en hindoes. Het boeddhisme begon in deze periode echter te verdwijnen. Nadat Goeroe Nanak in de 15e eeuw het sikhisme had gesticht, groeide het sikhisme uit tot een populaire religie onder de Punjabi's. Punjab is bovendien de geboorteplaats van de Ahmadiyya's.
In 1941, kort voor de verdeling van Brits-Indië, had de regio Punjab een nipte moslimmeerderheid van ongeveer 53,2%, gevolgd door hindoes (29,1%) en sikhs (14,9%). Vanwege religieuze spanningen in Brits-Indië, samenhangend met de onafhankelijkheid van Pakistan en later India, vond in 1947 een proces van bevolkingsuitwisseling plaats: moslims uit India vertrokken naar Pakistan en sikhs en hindoes uit Pakistan vertrokken naar India. Als gevolg van deze bevolkingsuitwisselingen zijn beide delen van Punjab relatief homogeen wat religie betreft. Sindsdien is een meerderheid van de Pakistaanse Punjabi's islamitisch, terwijl er kleinere christelijke, hindoeïstische en sikh-minderheden zijn. De Indiase Punjabi's zijn daarentegen vooral sikhs en hindoes, met kleinere islamitische en christelijke minderheden.

## Taal
De Punjabi's spreken het Punjabi. Met ruim 130 miljoen Punjabi's, waarvan 91 miljoen in Pakistan en 33 miljoen in India, zijn zij – op de Bengalen na – de grootste bevolkingsgroep in Zuid-Azië. De Pakistaanse Punjabi's gebruiken het Perzische schrift, terwijl Indiase Punjabi's het Gurmukhi gebruiken. Bovendien spreken Punjabi's in Pakistan en India respectievelijk het Urdu en het Hindi.

## Keuken
De keuken van Punjab heeft een breed scala aan gerechten en geniet een wereldwijde populariteit, vooral vanwege de unieke kruiden. Enkele populaire gerechten zijn butter chicken, tandoorikip, dal makhni, kip tikka lababdar, saron da saag en al dan niet gevulde naans.